# Antoniaustralia
Antoniaustralia is een vliegengeslacht uit de familie van de wolzwevers (Bombyliidae). De wetenschappelijke naam van het geslacht werd voor het eerst geldig gepubliceerd in 1913 door Becker.

## Soorten
Het genus bevat de volgende soorten:

- Antoniaustralia arida Evenhuis, 1993
- Antoniaustralia hermanni Becker, 1913